# Yangshuo
Yangshuo (Vereenvoudigd Chinees: 阳朔县, Traditionele Chinese karakters: 陽朔縣, Hanyu pinyin: Yángshuò Xiàn) is een Chinees arrondissement in Guilin in de Guangxi provincie. Het bestuur is gezeteld in het gelijknamige dorp Yangshuo. Het arrondissement is omringd door karsttorens en de rivier Li (漓江). Het is makkelijk te bereiken met de bus of met de boot. De plek is een toeristenoord voor mensen die van klimmen houden en voor rugzaktoeristen. De afbeelding op de achterkant van 20 yuan is gemaakt op de Li vlak bij Yangshuo.

## Activiteiten
Yangshuo is grotendeels toeristisch aangelegd. Toeristen kunnen zwemmen in de Li of de Yu Long (遇龙河, drakenrivier). Ook bergbeklimmen is een populaire activiteit voor toeristen, net als fietsen of een boottocht over de Li.

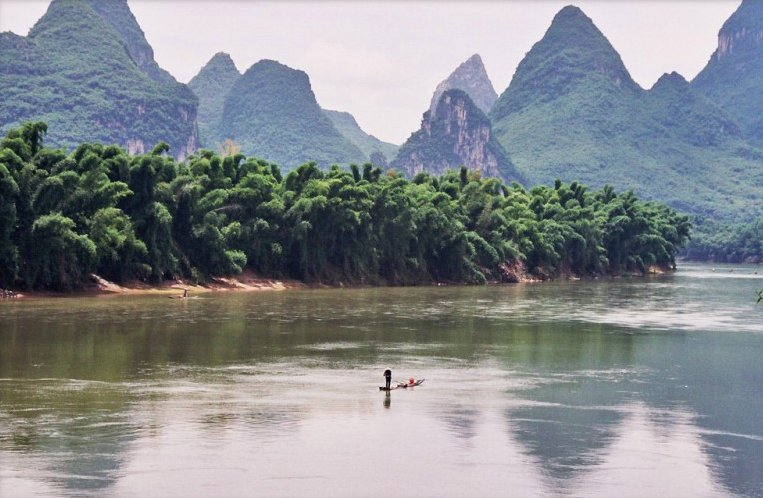
De Li gezien in Yangshuo

## Bekende bezienswaardigheden
- Yueliang Shan
- Li
- Yu Long

## Bijzonderheden
- Het gebergte stond model voor het achtergrondlandschap in het computerspel Doom.[1]

## Partnersteden
- Morehead
- Rapid City

Yangshuo
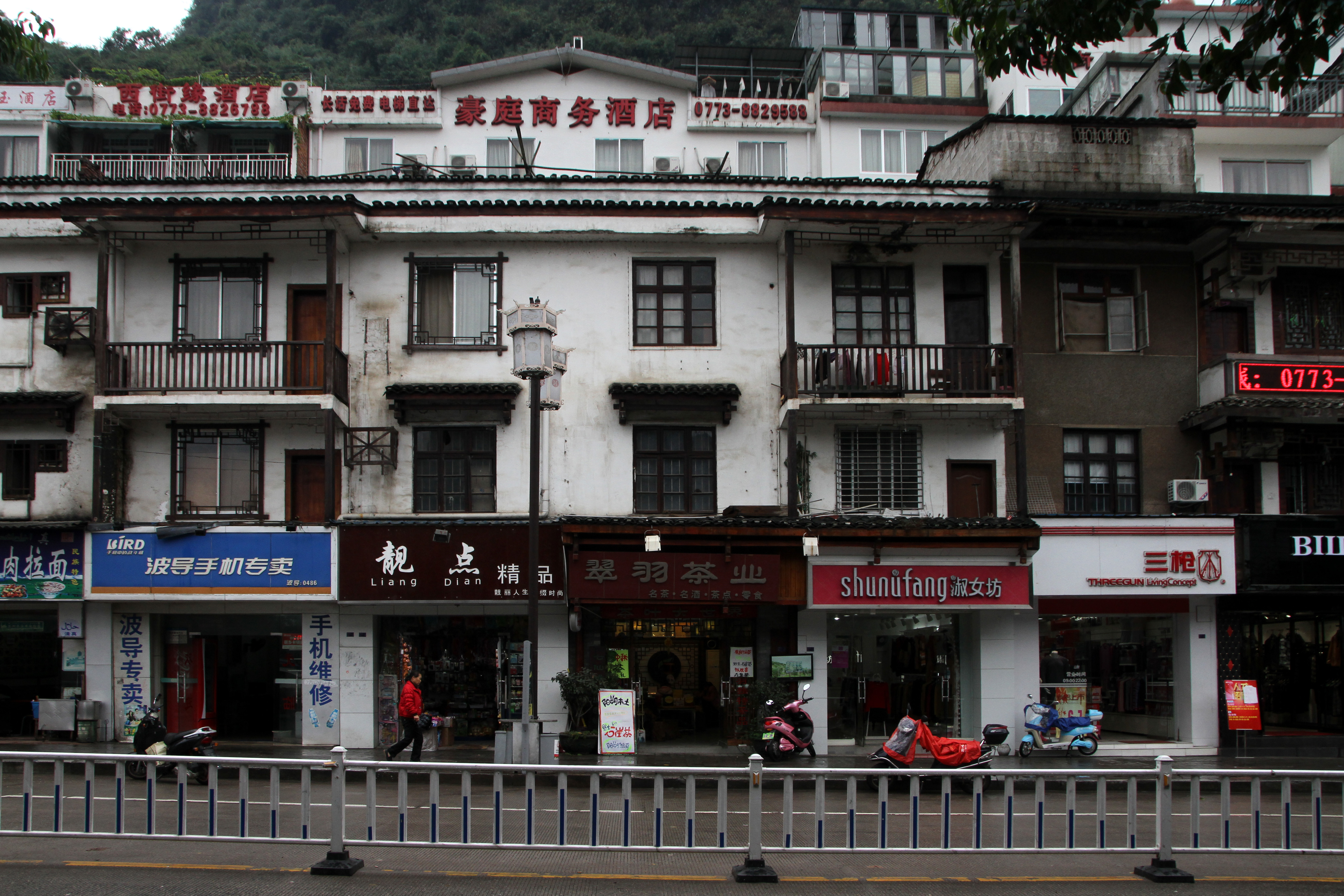
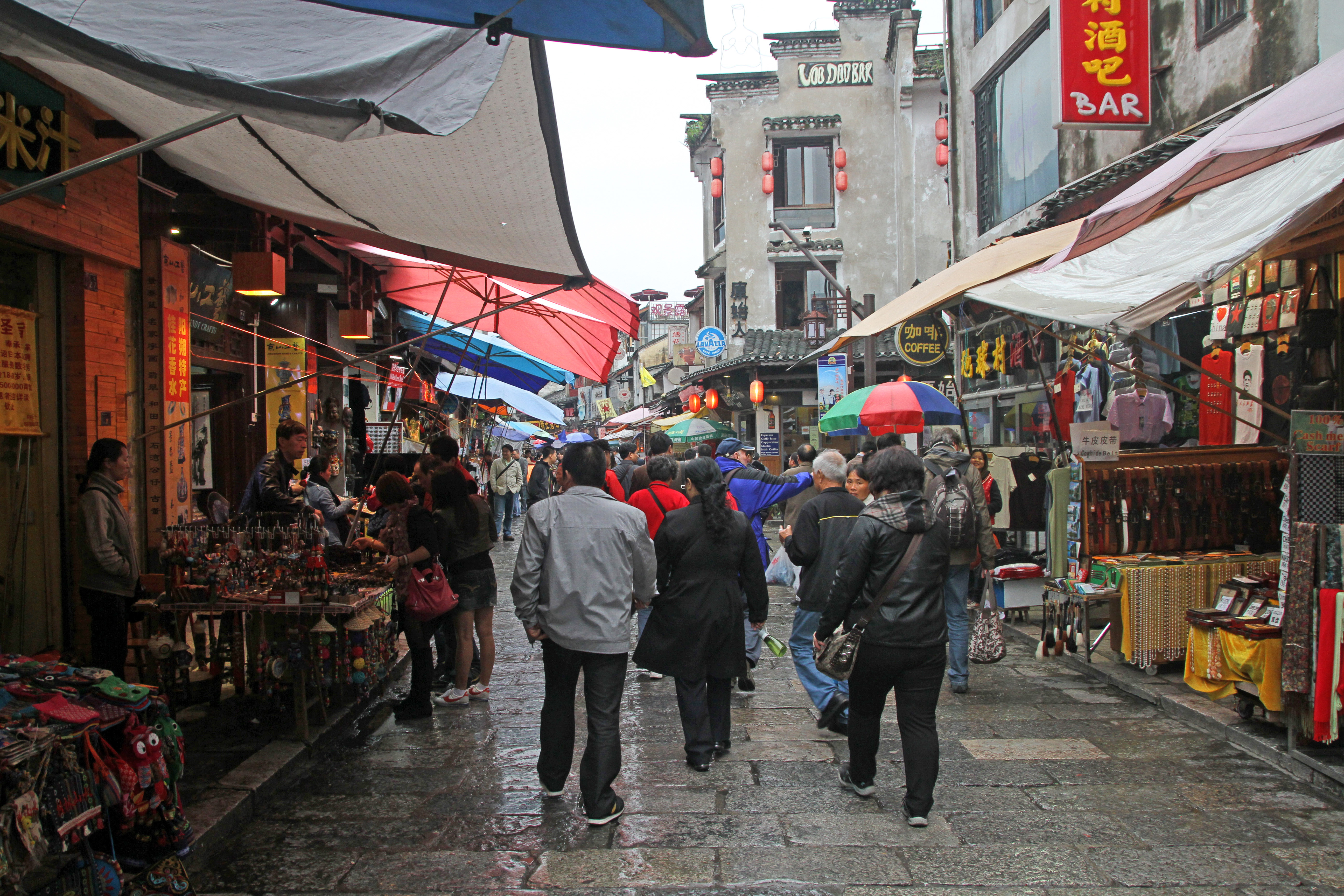
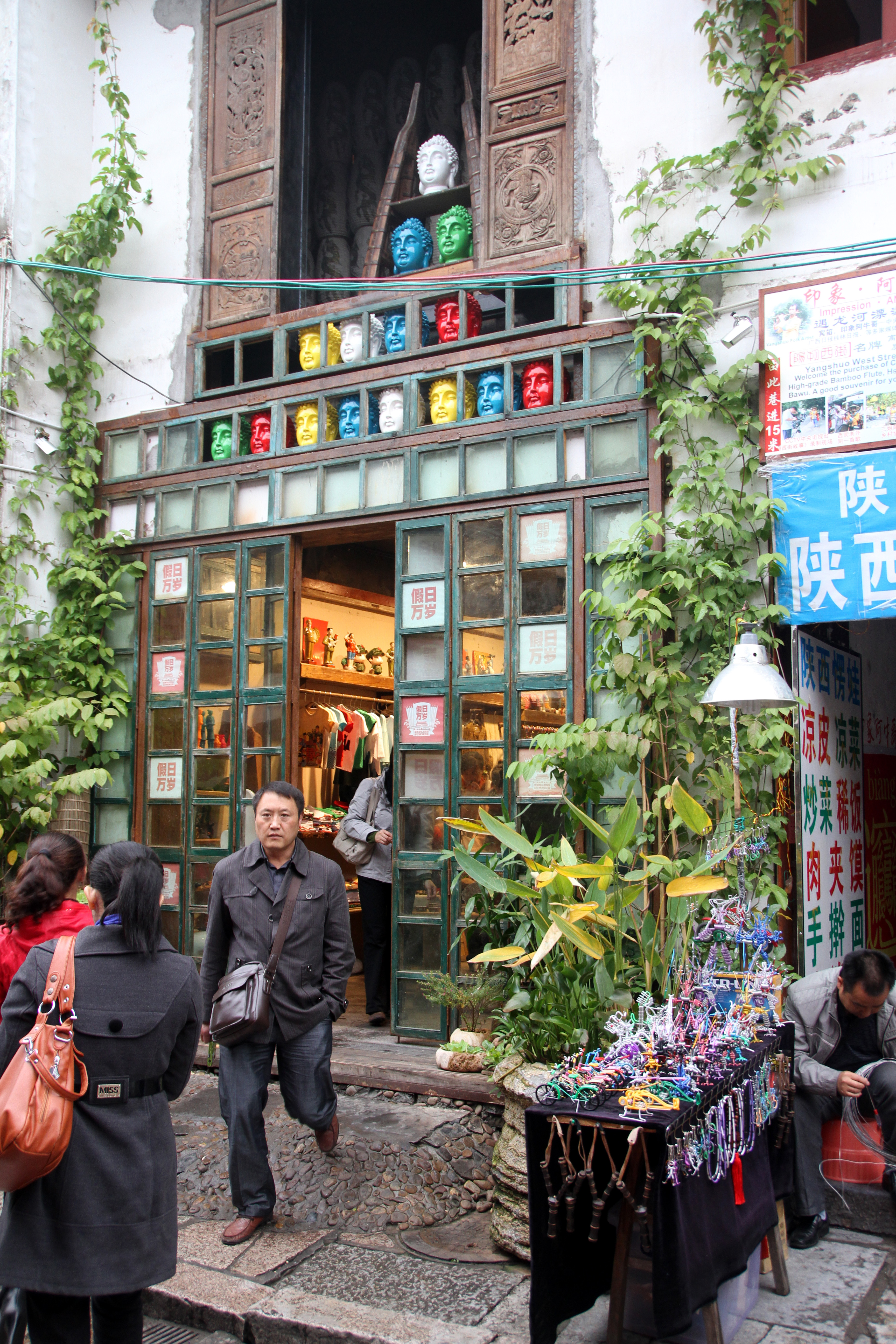
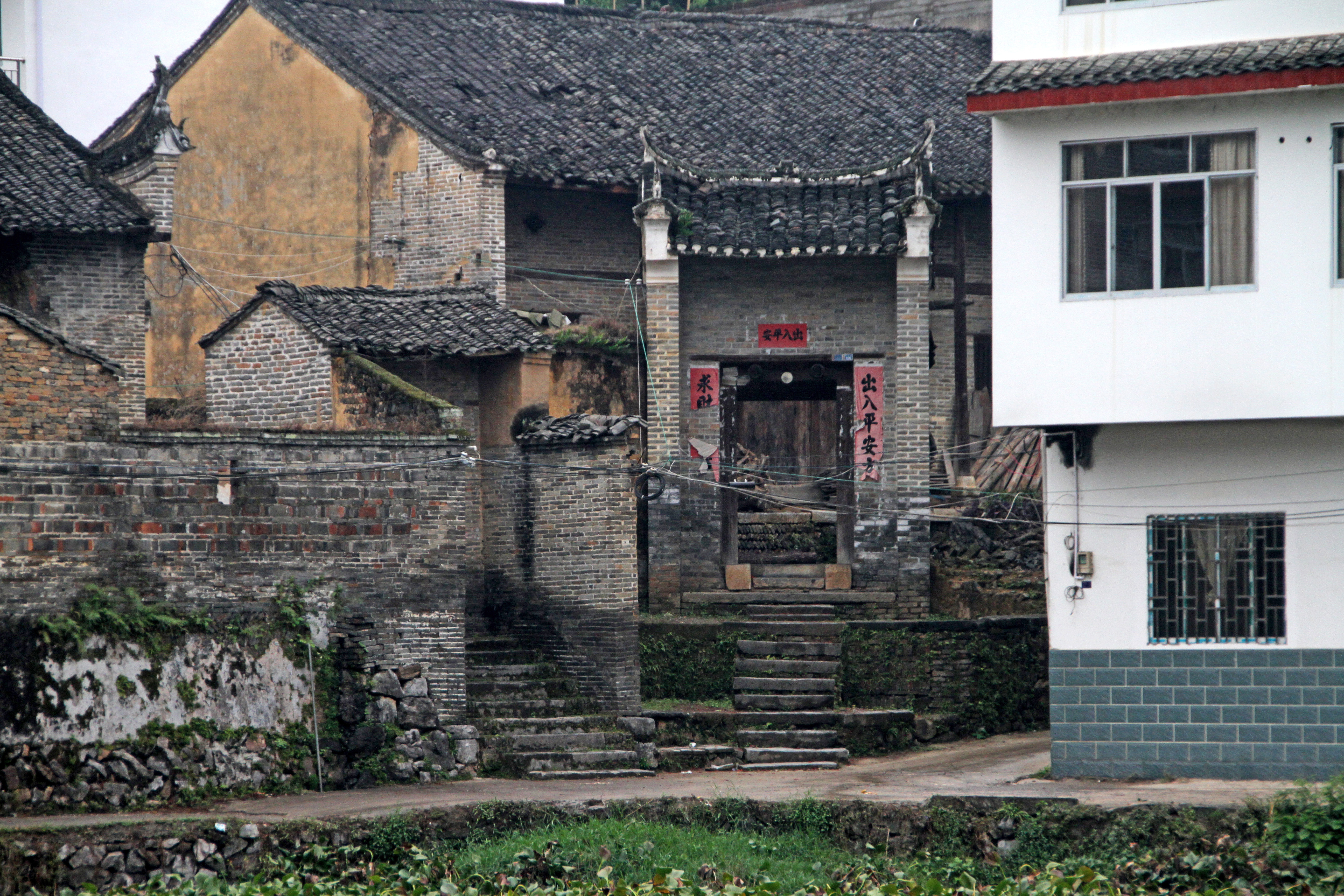
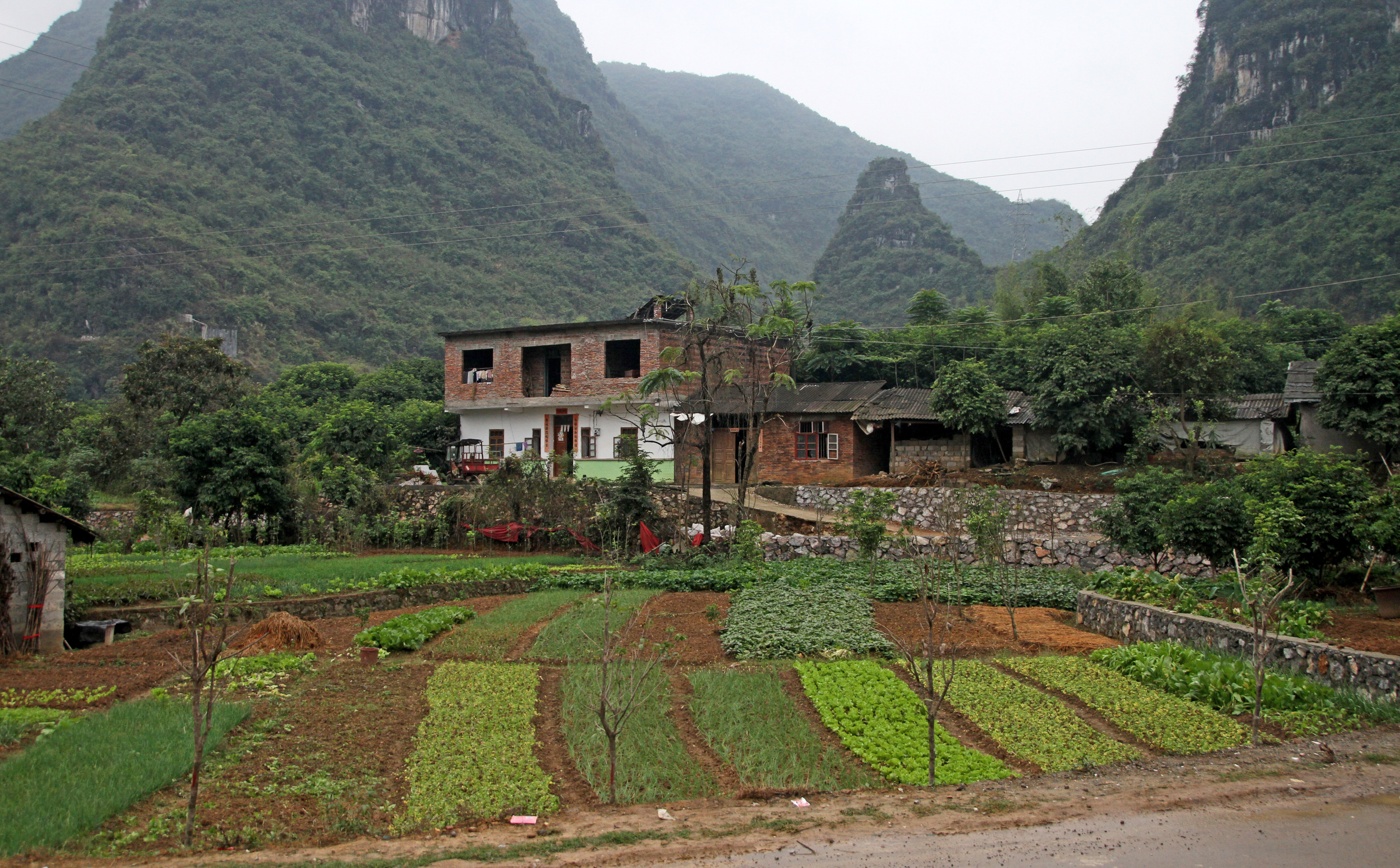
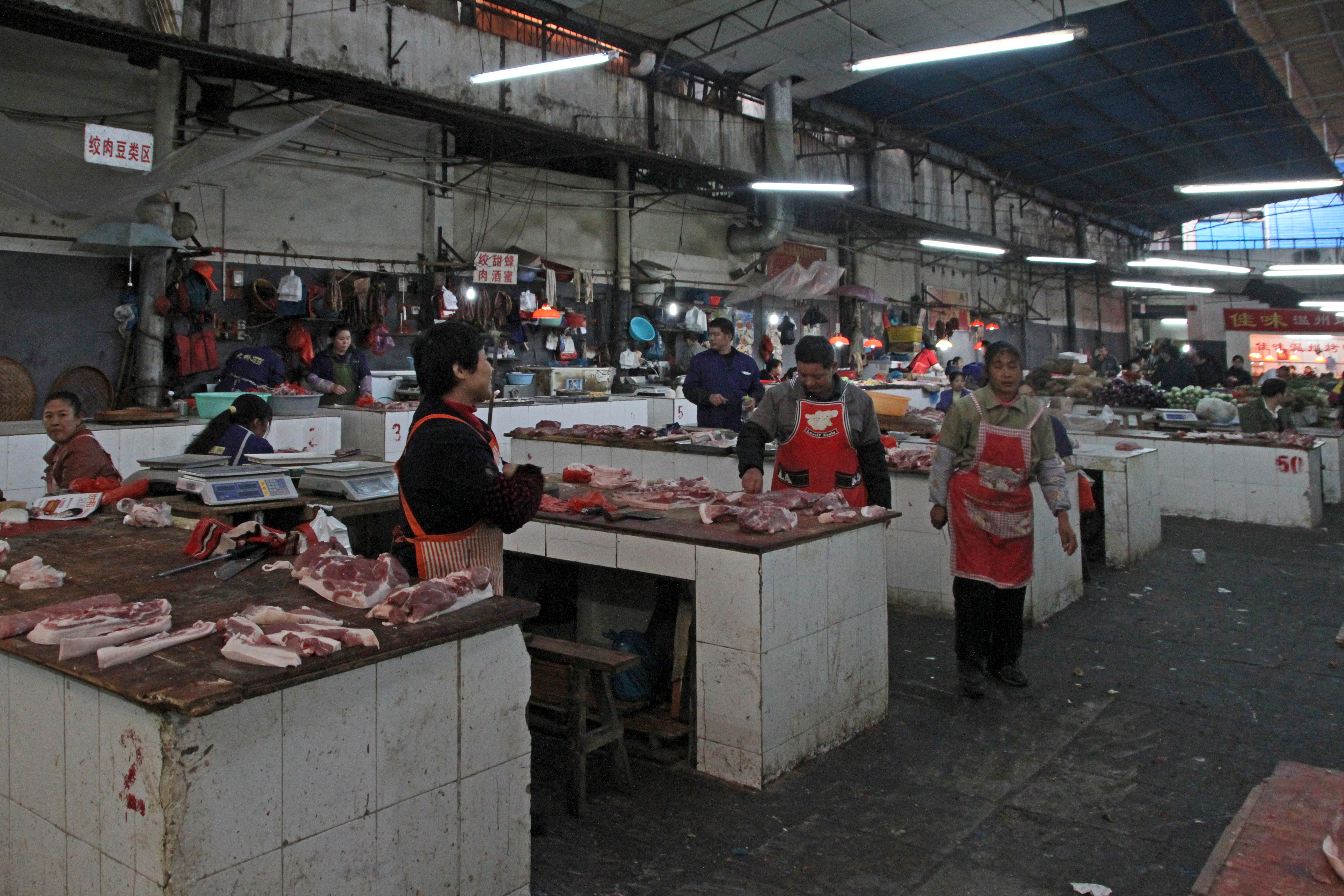
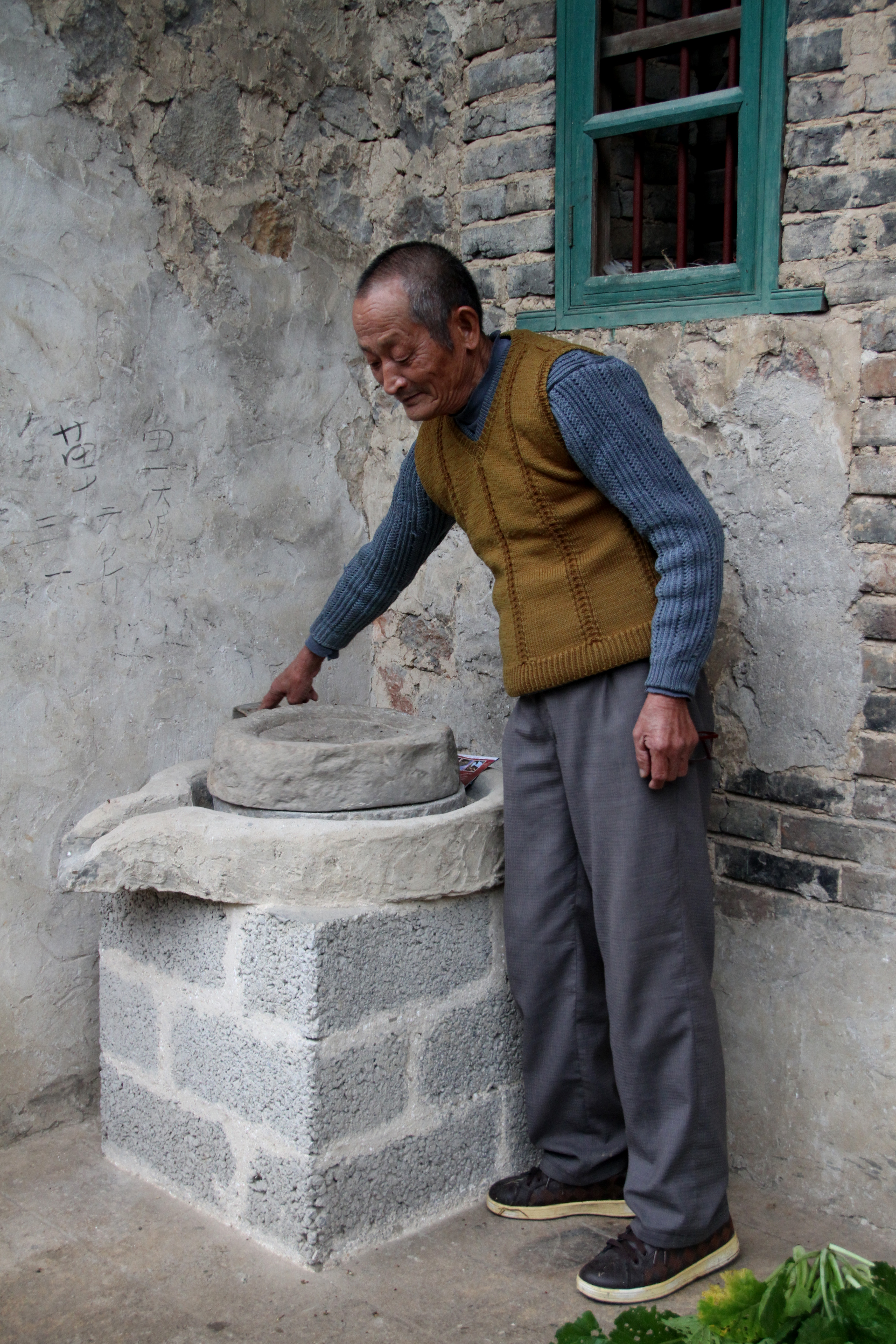
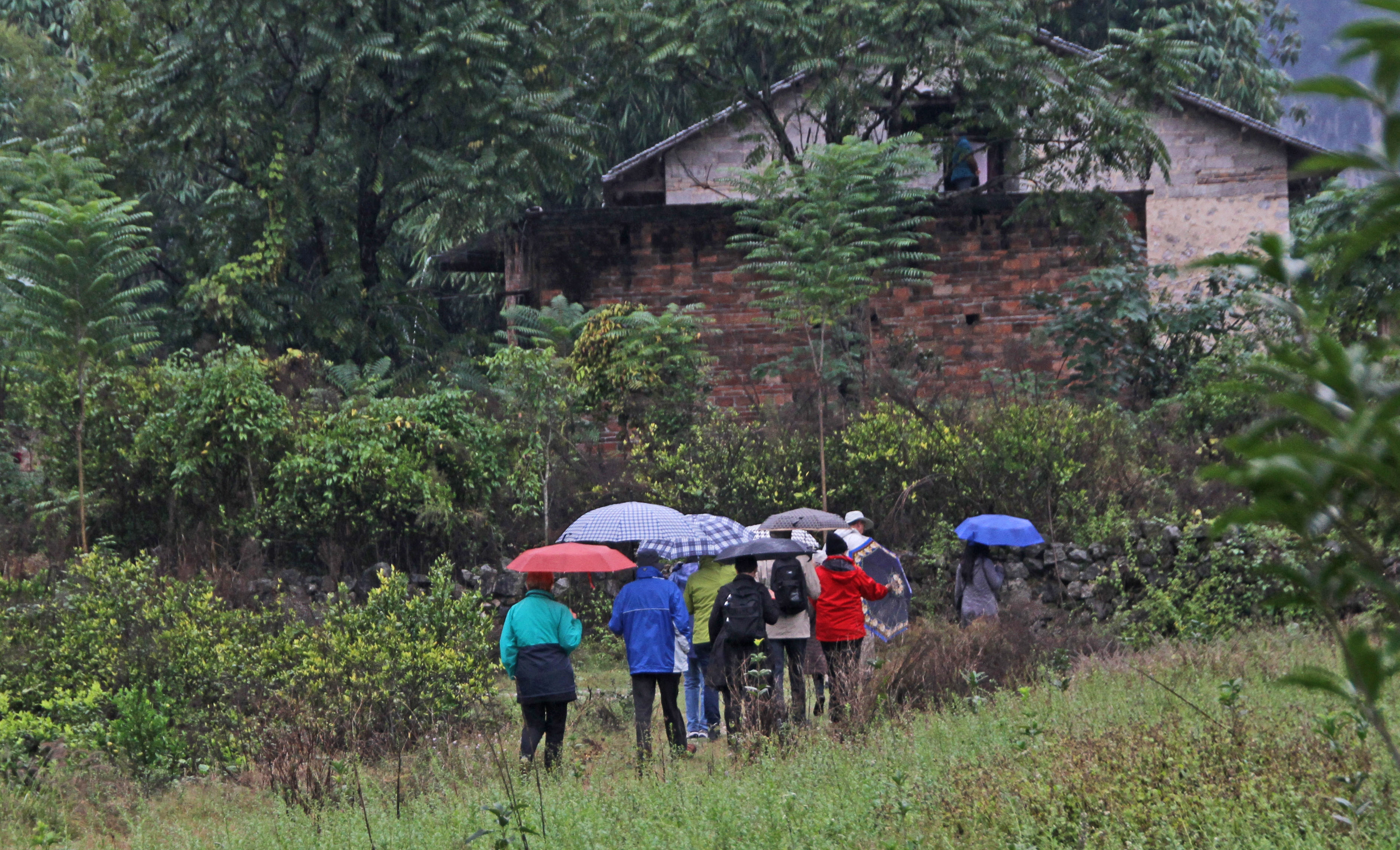